# Diana Lupe
Diana Lupe fue una actriz y vedette argentina de teatro de revistas.

## Carrera
Diana Lupe fue una bella y escultural vedette que gracias a sus dotes para lucirse con las plumas la llevaron a encabezar notablemente varios elencos teatrales del género revisteril durante los años 1950 y 1960.
De un amplio talento, también cantaba, bailaba, tocaba el piano, era buena comediante y muy compañera de todos. Brilló en los espacios revisterles del momento como el Teatro Nacional, el Teatro Tabarís, el Teatro Maipo y el Teatro Casino, junto a grandes capocómicos.
En cine trabajó en las películas Orden de matar con dirección de Román Viñoly Barreto, y protagonizada por Jorge Salcedo, Nelly Meden, José María Langlais y Graciela Borges; y Expertos en pinchazos con dirección de Hugo Sofovich y protagonismos de Alberto Olmedo, Jorge Porcel y Moria Casán.

## Filmografía
- 1965: Orden de matar.
- 1979: Expertos en pinchazos.

## Televisión
- Yo y un millón, con Alberto de Mendoza, Graciela Borges, Graciela Dufau, Dorys del Valle, Alberto Fernández de Rosa, Américo Sanjurjo, Jorge de la Riestra, Lita Soriano, Juan José Edelman y Rolando Chávez.

## Teatro
- 1953: Este gajo es de mi flor, en compañía de Tato Bores, Sofía Bozán, Dringue Farías, María Esther Gamas, Alicia Márquez, Nelly Raymond, Vicente Rubino, Alba Solís, Adolfo Stray y Gloria Ugarte.
- 1953: Mundo, demonio y mujeres.[2]
- 1959: Rosarinos atención... que llega la intervención (a la revista), junto al cómico chileno Lucho Navarro. Estrenada en el Teatro Olimpo.
- 1960: Con el loco era otra cosa , junto a Adolfo Linvel, Pedro Quartucci Pety Petcoff, Vicente La Russa, Raimundo Pastore, Trío Charola y Paquita Morel. Estrenada en el Teatro El Nacional.[3]
- Corrientes siempre Corrientes con Ubaldo Martínez, Nelly Beltrán, Julia Alson, Juan Carlos De Seta y Mario Sapag. En el Popea Show.